# Gong Hyo-suk
En aquest nom coreà, el cognom és Gong.
Gong Hyo-suk (en coreà 공효석; 1 de gener de 1986) és un ciclista sud-coreà, professional des del 2008 i actualment a l'equip Terengganu Cycling Team.

## Palmarès
- 2010
  - Vencedor 2 etapes al Tour de Corea
- 2016
  -  Campió de Corea del Sud en ruta